# 1C:Enterprise

Logo 1C:Enterprise

1C:Enterprise (1C:Doanh nghiệp) là một sản phẩm phần mềm của hãng 1C, chuyên dùng để thiết kế, xây dựng nhanh chóng các phần mềm quản lý;là hệ thống bao gồm nền tảng công nghệ Platform và giải pháp ứng dụng Application, được sử dụng trong công tác tự động hóa các hoạt động của doanh nghiệp và cá nhân.
Nền tảng công nghệ 1C:Enterprise không phải là sản phẩm phần mềm dành cho người sử dụng cuối. Thông thường, người sử dụng cuối áp dụng một hay nhiều các ứng dụng được lập trên cơ sở nền tảng công nghệ này.
Các ứng dụng sử dụng các cơ chế hoạt động của 1C:Enterprise và chỉ làm việc trên nền tảng công nghệ này;nền tảng công nghệ 1C:Enterprise vừa là môi trường thực thi, vừa là công cụ để xây dựng các giải pháp ứng dụng đó.
1C:Enterprise đã được hãng 1C tạo dựng như một sản phẩm đóng gói bao gồm trong đó tất cả các công nghệ cần thiết để phục vụ việc khai thác các giải pháp ứng dụng cùng với các công cụ phục vụ việc lập trình và chỉnh sửa chúng.

## Kiến trúc
Nền tảng công nghệ 1C:Enterprise cung cấp một giao diện tương tác trên cơ sở dữ liệu (sử dụng cơ sở dữ liệu dạng tệp DBF trong phiên bản 7.7, tệp ".1CD" - định dạng độc quyền trong phiên bản từ 8.0 hoặc cơ sở dữ liệu Microsoft SQL Server cho các phiên bản). Ngoài ra, từ phiên bản 8.1 có thể sử dụng hệ cơ sở dữ liệu PostgreSQL, cũng như hệ quản trị CSDL IBM DB2 và Oracle (từ phiên bản 8.2). 1C:Enterprise có ngôn ngữ lập trình riêng của mình, ngoài ra cung cấp khả năng truy cập vào dữ liệu, tương tác với các chương trình khác thông qua OLE và DDE, còn trong phiên bản 8.0 và 8.1 - qua COM-connection.
Đối với máy khách hàng (người sử dụng cuối), cũng như đối với máy chủ 1C:Enterprise, khi áp dụng phương án Client-server có thể hoạt động ở các hệ điều hành Microsoft Windows và Unix.
Có phiên bản đặc biệt tạo môi trường chạy 1C cho máy tính xách tay (Notebook) và PDA, phần mềm tạo ứng dụng web có tương tác với cơ sở dữ liệu 1C:Enterprise.
Ngoài ra còn có nền tảng di động 1C:Enterprise 8 – đây là tên gọi chung của công nghệ, cho phép tạo ứng dụng làm việc trên các thiết bị di động dưới sự điều khiển của các hệ điều hành Android và iOS. Những thiết bị này thường là các loại điện thoại thông minh và máy tính bảng khác nhau.